# Holub bradavičnatý
Holub bradavičnatý (Alectroenas pulcherrimus) je pták z čeledi holubovití (Columbidae), endemit Seychel. Vědecky jej prvně popsal italsko-rakouský přírodovědec Giovanni Antonio Scopoli roku 1786 pod jménem Columba pulcherrima, současná systematika tento druh klasifikuje v rámci rodu holubů Alectroenas, jenž je rozšířen na ostrovech západního Indického oceánu. Holub bradavičnatý obývá ostrovy Praslin, Felicite, Silhouette, Frigate, Marianne a Mahé. Mezinárodní svaz ochrany přírody tento druh pokládá za málo dotčený.
Holub bradavičnatý dosahuje celkové délky těla 235–245 mm a hmotnosti až 165 g. Délka křídla činí asi 170 mm u samců a asi 160 mm u samic, ocas měří zhruba 95 mm, zobák 13 mm a běhák 36 mm. Jde o stěží zaměnitelný druh holuba, vyznačuje se stříbřitě bílou hlavou, krkem a horní částí hrudi a černomodrým opeřením na zbytku těla včetně křídel a ocasu. Pera na hlavě a krku může pták dle své libosti načepýřit. Od obličeje až po čelo a temeno se táhne neopeřená „bradavičnatá“ kůže červeného či červeně oranžového zbarvení. Zobák je mírně načervenalý, s nažloutlou špičkou. Samice má o něco méně výrazné zbarvení peří než samec, nedospělí ptáci mají peří v bronzově zelených odstínech.
Holub bradavičnatý obývá zbývající porosty horských lesů, zejména na ostrově Praslin. Jde o stromový druh, jenž pouze zřídka sestupuje na zem. Ozývá se hlubokým, křaplavým vrkáním. Potravu mu poskytuje široká škála ovoce, bobulí a semen, například z psidií, skořicovníků či kalab (druh Calophyllum tacamahaca). Na plodících stromech se může sdružovat do větších skupinek, ačkoli většinou tito ptáci žijí v chovných párech. Snůška činí jedno, někdy i dvě vejce, inkubační doba trvá asi 4 týdny a mláďata se opeří za 2 týdny. Na inkubaci a krmení mláďat se podílí jak samec, tak samice, hnízdo však staví samice sama. Jde o stavbu podobnou hnízdům jiných holubů, budovanou typicky ve stromových vidlicích nebo na vodorovných větvích. Hnízdo bývá typicky dovedně zamaskováno.